# Éjszakai üzenet
Az Éjszakai üzenet Katona Klári 1986-ban megjelent nagylemeze, amelyet a Pepita adott ki. Katalógusszáma: SLPM 37051. A Titkaim után a második legnépszerűbb albuma, egyben az utolsó Presser Gábor új dalaiból készült album.

## Az album dalai

### A oldal
1. Nagy találkozás (közreműködik még: Demjén Ferenc/Presser Gábor) [Sztevanovity/Presser] 4:19
2. Mindig, mindig [Sztevanovity/Presser] 4:32
3. Mint a filmeken [Sztevanovity/Presser] 4:19
4. Legyen ünnep [Demjén] 4:15
5. Mama [Sztevanovity/Presser] 4:13

### B oldal
1. Éjszakai üzenet [Sztevanovity/Presser] 2:29
2. Nélküled [Sztevanovity/Presser] 11:50
3. Elvarázsolt éj [Sztevanovity/Presser] 4:56